# Józef Weyssenhoff (pisarz)
Józef Weyssenhoff (ur. 8 kwietnia 1860 w Kolanie, zm. 6 lipca 1932 w Warszawie) – powieściopisarz, poeta, krytyk literacki, wydawca. Po 1905 zbliżony do narodowej demokracji; piewca tradycji starego ziemiaństwa kresowego i łowów. Kuzyn malarza Henryka Weyssenhoffa.

## Życiorys

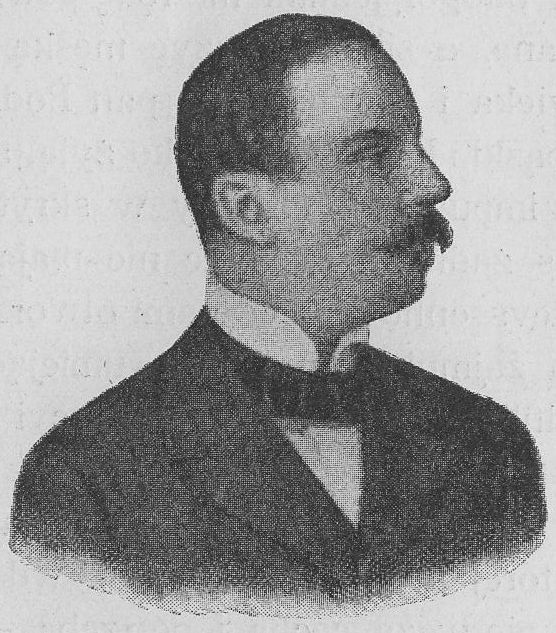
Józef Weyssenhoff

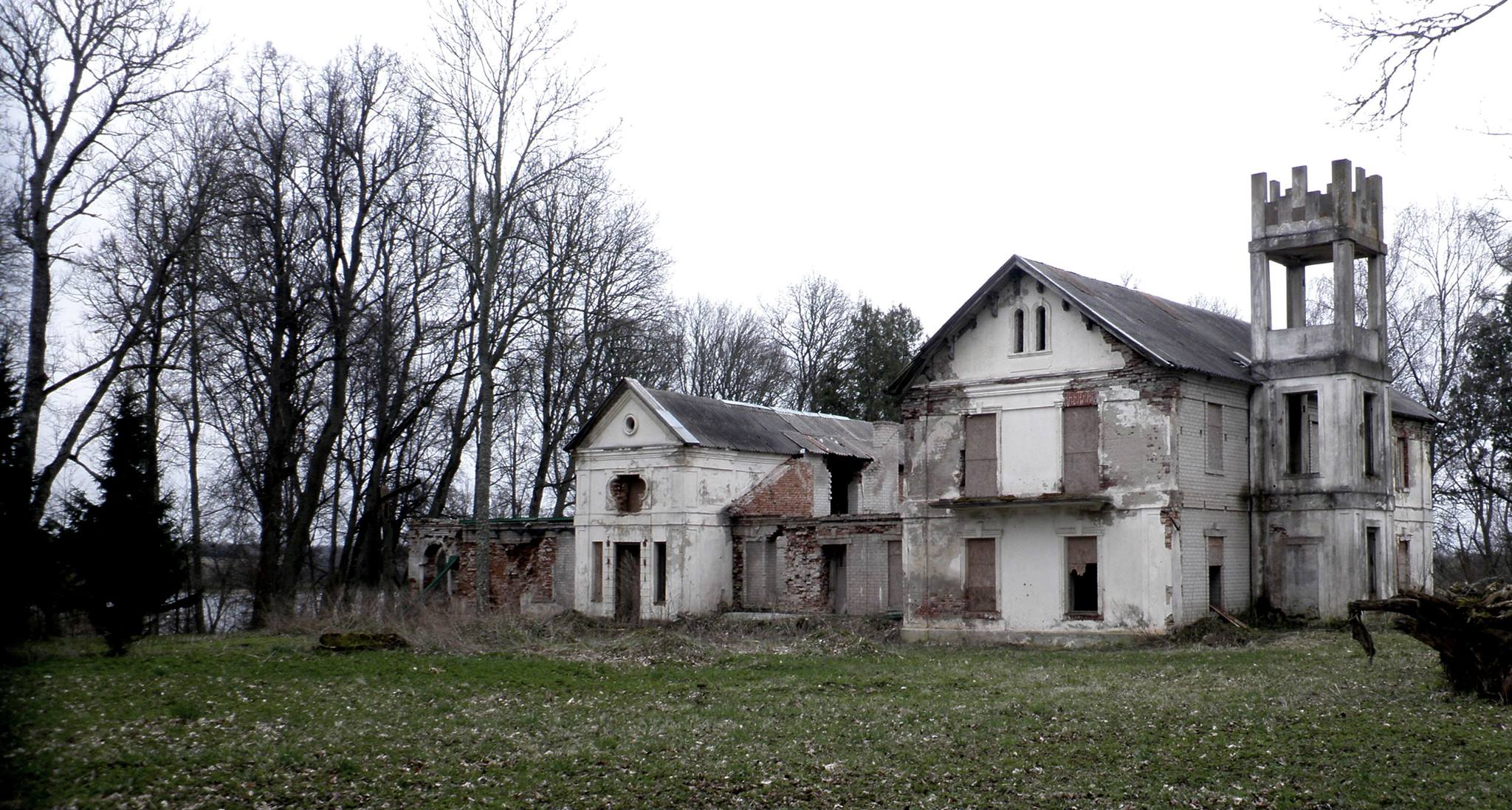
Dwór Weyssenhoffów w Tarnowie koło Jużynt na Kowieńszczyźnie, stan obecny

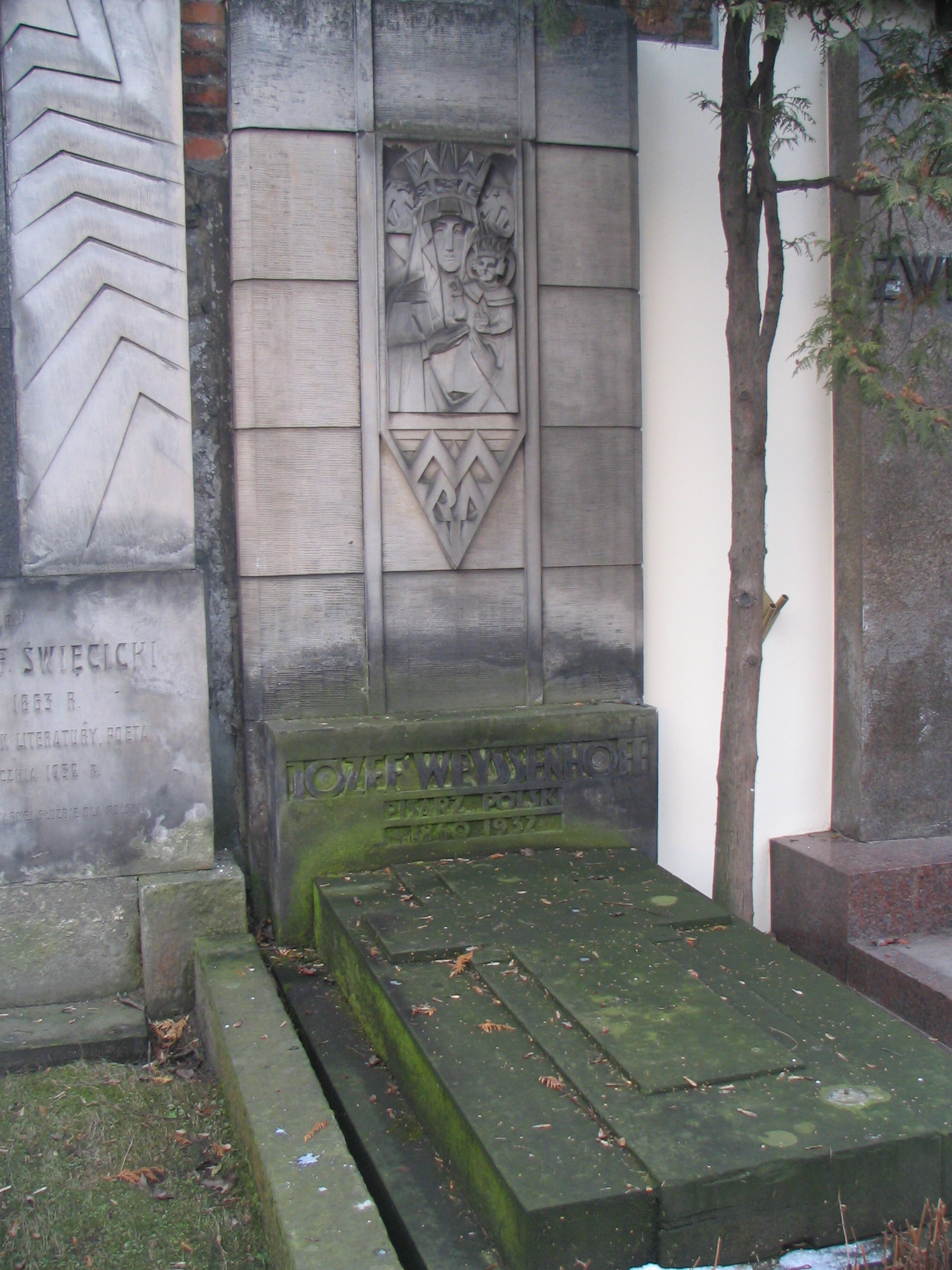
Nagrobek Józefa Weyssenhoffa na cmentarzu Powązkowskim w Warszawie

Urodził się 8 kwietnia 1860 w majątku Kolano na Podlasiu. Wywodził się z inflanckiej, od XIV w. dobrze już spolszczonej, rodziny Weyssów vel Weyssenhoffów. Jego ojciec Michał Weyssenhoff zmarł przedwcześnie w 1865, a ciężar wychowania dzieci i prowadzenia włości na Litwie spadł na matkę pisarza, Wandę Weyssenhoffową z Łubieńskich.
Dzieciństwo spędził w Wilnie, a potem w litewskich wsiach Tarnów i Jużynty (gubernia kowieńska). W 1871 lub 1872 roku wraz z matką i rodzeństwem przeniósł się do Warszawy, gdzie uczęszczał do IV Gimnazjum Filologicznego. W latach 1879–1884 studiował prawo na Uniwersytecie w Dorpacie, gdzie był członkiem polskiej korporacji akademickiej Konwent Polonia (tzw. dorpatczycy). 
Następnie gospodarował w odziedziczonych dobrach w Samoklęskach na Lubelszczyźnie. Od 1891 r. mieszkał w Warszawie, gdzie od 1896 r. wydawał i redagował „Bibliotekę Warszawską”. W młodości dał się poznać jako hulaka, czego przejawem może być fakt, że w Petersburskim Yacht Klubie przegrał do stryjecznego brata cara rodowy majątek Samoklęski.
Pod koniec XIX wieku zajął się działalnością literacką, w dużej mierze opartą na wątkach autobiograficznych. Popularność przyniosły mu powieści obyczajowe Żywot i myśli Zygmunta Podfilipskiego (1898) oraz Soból i panna (1912), a także liryki zawarte w tomie Erotyki (1911).
Dużo podróżował po Europie. W 1908 r. na trzy lata osiadł w Steglitz pod Berlinem. I wojnę światową przeżył w Rosji. W 1918 r. wrócił do odrodzonej Polski i zamieszkał w Warszawie. W kwietniu 1924 r., ulegając prawdopodobnie namowie swego powinowatego Władysława Kościelskiego, głównego akcjonariusza Zakładów Graficznych „Biblioteka Polska” w Bydgoszczy, przeniósł się do tego miasta i początkowo zamieszkał przy ul. Gdańskiej 29. Osiedlając się w Bydgoszczy był już literatem o ugruntowanym prestiżu.
Władze miejskie Bydgoszczy przydzieliły mu komfortowe mieszkanie przy ul. Zacisze 1. Poza tym podobnie jak literatowi Kazimierzowi Przerwa-Tetmajerowi, przyznano mu subwencję miesięczną. W Bydgoszczy żył samotnie (od 1895 pozostawał w separacji z żoną Aleksandrą z Blochów), miał tu jednak wypróbowanych przyjaciół, przede wszystkim Witolda Bełzę, dyrektora Biblioteki Miejskiej, literata Adama Grzymałę-Siedleckiego i dyrektora Teatru Miejskiego Józefa Karbowskiego.
Czynnie uczestniczył w życiu społeczno-kulturalnym Bydgoszczy. Wielokrotnie występował z okolicznościowymi prelekcjami i wygłaszał odczyty m.in. o twórczości Adama Mickiewicza, Henryka Sienkiewicza i Juliusza Słowackiego. Aktywnie włączył się do akcji budowy pomnika Henryka Sienkiewicza. Był jednym z założycieli Bydgoskiego Towarzystwa Łowieckiego. Nie zaniedbywał też twórczości literackiej. Napisał książkę Mój pamiętnik literacki (1925), która, według Grzymały-Siedleckiego miała być wstępem do większego dzieła oraz romans Jan bez ziemi (1929).
W 1928 r. opuścił Bydgoszcz i zamieszkał w posiadłości Witolda Platera we Włocławskiem, a następnie osiadł w Warszawie. W 1929 otrzymał nagrodę literacką Poznania. W 1932 r. tuż przed jego śmiercią odbyła się w Bydgoszczy uroczysta akademia poświęcona 40-leciu jego pracy twórczej.
Zmarł 6 lipca 1932 r. w Warszawie. Został pochowany na cmentarzu Powązkowskim (aleja zasłużonych-1-11). 

### Rodzina
Józef Weyssenhoff był żonaty z Aleksandrą z Blochów, córką Jana Gotliba Blocha, warszawskiego potentata finansowego i teoretyka ekonomii.

## Twórczość

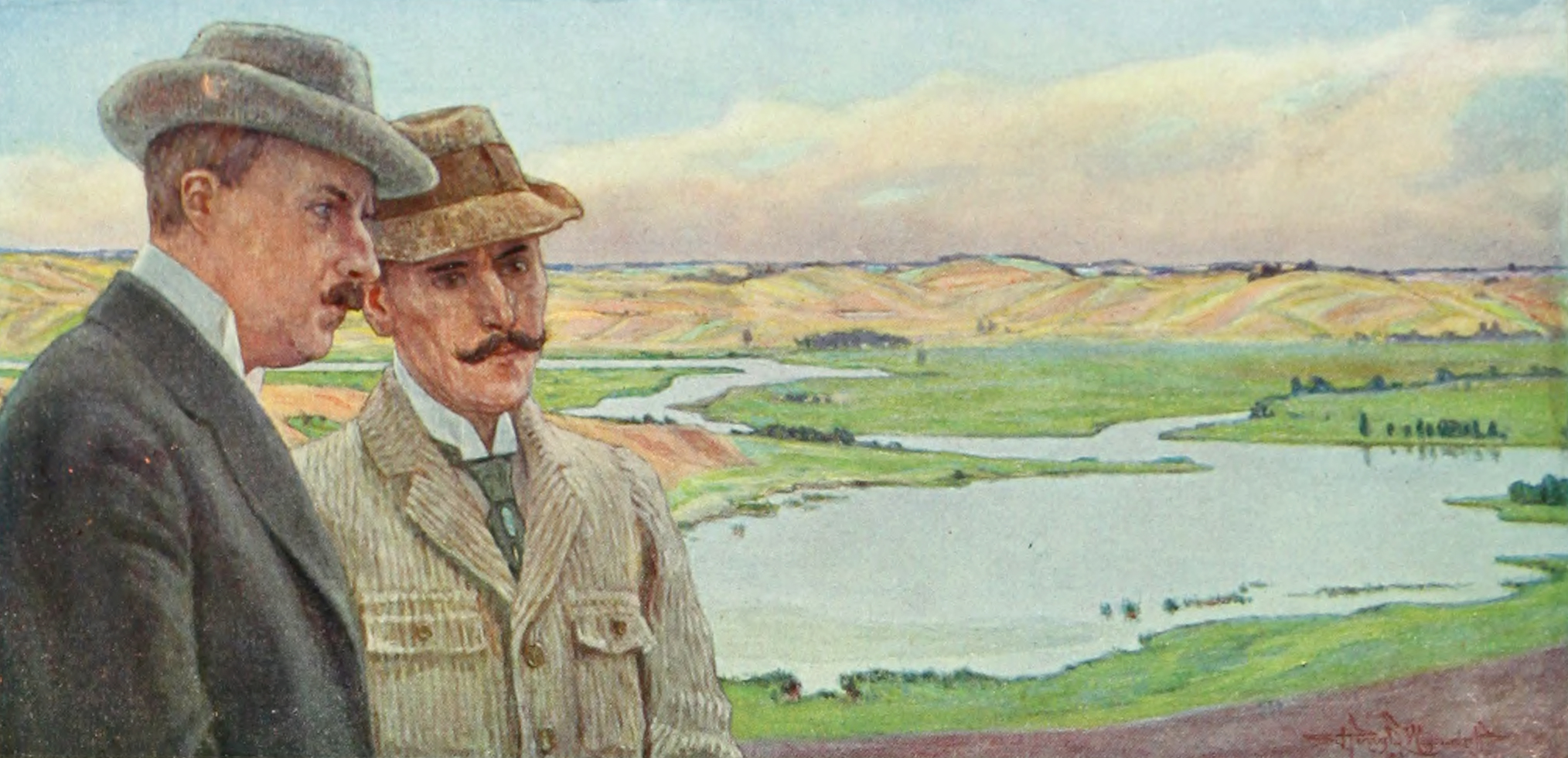
Józef Weyssenhoff i jego kuzyn malarz Henryk Weyssenhoff, ilustracja z powieści Soból i panna, wyd. 1913.

W swojej twórczości, nawiązując do tradycji sienkiewiczowskich, kosmopolityzmowi i sybarytyzmowi współczesnego mu środowiska arystokratycznego (ukazanego m.in. w głośnej powieści satyrycznej Żywot i myśli Zygmunta Podfilipskiego – 1898), przeciwstawiał program narodowego posłannictwa (Sprawa Dołęgi – 1901) oraz apologię cnót i tradycyjnej kultury szlacheckiej dawnych Kresów (Syn marnotrawny 1905, Puszcza 1915). Po 1905 powstał cykl powieści politycznych wymierzonych przeciw dążeniom demokratyczno-liberalnym i rewolucyjnym (Hetmani 1911), z paszkwilanckim obrazem ruchu legionowego i kształtowania się niepodległej Polski (Cudno i ziemia cudeńska 1921). Uznawany za świetnego stylistę zasłynął jako mistrz opisów przyrody i życia łowieckiego (Soból i panna 1911). Autor opowiadań, wierszy, wspomnień. Tłumacz utworów Heinricha Heinego.

## Utwory
- Żywot i myśli Zygmunta Podfilipskiego (1898); wydanie współczesne: Józef Weyssenhoff, Żywot i myśli Zygmunta Podfilipskiego, Kraków 2002, Universitas, ISBN 83-242-0045-2.
- Sprawa Dołęgi[5] (1901)
- Syn marnotrawny[6] (1905)
- Unia[7] (1910)
- Erotyki (1911)
- Soból i panna (1911); wydanie współczesne: Józef Weyssenhoff, Soból i panna: cykl myśliwski, Kraków 2003, Universitas, ISBN 83-242-0031-2.
- Hetmani[8] (1911); wydanie współczesne: Józef Weyssenhoff, Hetmani, Sandomierz 2017, WDS Sandomierz, ISBN 978-83-8101-129-7.
- Gromada[9] (1913)
- Puszcza (1915); wydanie współczesne: Józef Weyssenhoff, Puszcza, Sandomierz 2017, WDS Sandomierz, ISBN 978-83-257-0934-1.
- Cudno i ziemia cudeńska (1921)
- Noc i świt[10] (1924)
- Mój pamiętnik literacki (1925) (kopia cyfrowa)
- Pisma, t. 1-13 (1927–1928)
- Jan bez ziemi[11] (1929)
- Dzieła zebrane, t. 1, 2, 7 (1930–1931, nie ukończone)

## Ordery i odznaczenia
- Krzyż Oficerski Orderu Odrodzenia Polski (2 maja 1923)[12][13]
- Złoty Krzyż Zasługi (23 maja 1932)[14]

## Upamiętnienie
Ulicę Zacisze, przy której mieszkał w Bydgoszczy, przemianowano na Plac Weyssenhoffa. W 1960 r. w setną rocznicę jego urodzin, staraniem Towarzystwa Miłośników Miasta Bydgoszczy, na frontonie budynku, w którym mieszkał, odsłonięto tablicę pamiątkową z czerwonego granitu, zaprojektowaną przez Bronisława Zygfryda Nowickiego, na której napisano: „Tu mieszkał w latach 1924–1928 pisarz polski Józef Weyssenhoff 1860–1932 piewca przyrody i łowiectwa”.
Jedna z Ulic w Zabrzu w dzielnicy Makoszowy nosi imię Józefa Weyssenhoffa.